# Tutti Frutti (programa de televisió)
Tutti Frutti va ser un programa d'humor emès a Espanya per Telecinco entre 1990 i 1992.

## Format
Inspirat en els programes Spitting Image i Los Pepones, el programa inicialment anava a emetre's en TVE però Javier Solana el va rebutjar.
L'espai es va incloure entre la graella inicial amb la qual la cadena va estrenar les seves emissions al març de 1990. Emès la nit dels dissabtes en horari de prime time, va ser una de les principals apostes de la nova cadena.
Es tractava d'un programa humorístic que compaginava actuacions, sketches, vídeos casolans i enregistraments comptant amb la presència d'alguns dels més populars humoristes del moment.
La temporada 1991-1992 va passar a emetre's la nit dels divendres, després de la sèrie Beverly Hills, 90210.

## Els presentadors
Durant la primera etapa, des de març fins a l'estiu de 1990 els presentadors van ser la parella d'humoristes Cruz y Raya i Fabiola Toledo.
Al setembre de 1990 es va fitxar, a més, a l'actor Raúl Sender per a interpretar el paper de presentador, juntament amb Ana Laida Shimose i Rocío Vial. Un any després, Pepe Viyuela, Esperanza Roy i Jordi LP substituïen Sender en les labors de presentació.

## Els humoristes
Entre els artistes habituals del programa van figurar Mary Santpere, Fedra Lorente, Félix "El Gato", Juanito Navarro i Simón Cabido (com a Don Ciruelo i Doña Croqueta), Ceda El paso (Santiago Urrialde i José Luis Santiago), Pepe Da-Rosa Jr., Farsantes Fingidos (Pedro García Marzo i Juanjo Cucalón), Paloma Lago, Susana Egea, Ángel Solo, i Félix Granado.
En la segona temporada s' hi incorporaren, a més, Faemino y Cansado, Zori y Santos, Mané Guisado, Karola Escarola, Raquel Vega, Mar Jorcano, el exboxeador José Legrá i fins i tot Lola Flores.

## El fenomen de les Mama Chicho
A més de les actuacions, l'estètica de l'espai era un fidel reflex de la concepció de fer televisió de Telecinco en els seus primers anys, influïda en formats i continguts per la seva homònima italiana Canale 5, de Silvio Berlusconi: entreteniment, desenfado i frivolitat.
De fet, la referència més recordada i comentada del programa van ser les Mama Chicho, un grup de sis joves ballarines italianes (Patrizia Cavaliere, Patrizia Fabbian, Stephania Dall' Olio, Daniela Lodigiani, Patrizia Orzieri i Susy Wenderque), abillades a l'estil de vedette de revista, irrompien periòdicament en el plató, coreografiant una melodia senzilla i repetitiva que, a força de repetir-se, va calar en la ment dels espectadors del moment.
Les Mama Chicho van arribar a convertir-se en la icona de la cadena, i símbol de l'etapa. Van ser, al costat de les Cacao Maravillao de VIP Noche, el màxim exponent del que, des d'alguns sectors de la crítica televisiva de l'època, es va qualificar com a Tele-Teta; una forma de comunicació audiovisual que preval l'estètic (una estètica, per cert, àmpliament injuriada des de molts àmbits tant en el seu moment com amb posterioritat) sobre els continguts.
Després de la cancel·lació de Tutti Frutti, les Mama Chicho es van incorporar a un programa de similars característiques denominat Humor cinco estrellas.
El 15 d'abril de 2010, les Mama Chicho (no les originals) van tornar per a aparèixer en la gala del 20è aniversari de Telecinco interpretant un medley amb els seus temes coneguts.

## Premis
- TP d'Or 1990 al Millor Programa Musical i de Varietats.